# Odile Moereels
Odile Marie Elisabeth Moereels (Schaarbeek, België, 5 juni 1880 – Alkmaar, 2 maart 1964) was een Nederlands verzetsstrijdster. Moereels was actief betrokken bij het verzet tijdens de Tweede Wereldoorlog en heeft actief geholpen om Joden en andere onderduikers te redden. Ze was directrice van het Stadsziekenhuis in de Noord-Hollandse stad Hoorn.
Moereels werd in 1971 gedecoreerd met de titel van Rechtvaardige onder de Volkeren, zij deelt deze titel met Aafje Dell en Dieuwtje van Vliet.

## Biografie
Moereels werd geboren in het Belgische Schaarbeek als dochter van Jean Corneille Moereels en Jeanne Christine Doorslaer. Haar ouders verhuisden kort na de geboorte van hun dochter naar Den Haag. Aldaar kreeg Odile nog twee broers. Toen Odile tien was, overleed haar moeder. Haar vader hertrouwde enige tijd later en uit dit nieuwe huwelijk kreeg Odile nog een zusje. Jean Moereels overleed elf jaar na zijn vrouw; Odile was toen 21. Een jaar na het overlijden van haar vader begon Odile met de opleiding tot verpleegkundige bij het Binnengasthuis in Amsterdam. Zij bleef tot half 1908 in dienst van dit ziekenhuis. Op 22 juni dat jaar verhuisde zij naar Alkmaar en begon aldaar als wijkverpleegster. In 1912 kwam haar jongere zus bij haar inwonen, zij werkte in Alkmaar als kantoorbediende.
In 1917, gedurende de Eerste Wereldoorlog, kreeg ze verlof om hulp te gaan bieden aan gewonde Belgische soldaten. Ze deed dit werk nabij Ieper. Op 21 april 1921 werd zij in Hoorn aangesteld als directrice van het Stadsziekenhuis. Tegelijkertijd werd A. Hofstra aangesteld als eerste verpleegster. Al het personeel van het ziekenhuis is aangesteld als (vaste) ambtenaar. Moereels volgde de lijn van haar voorgangster en bracht ook verbeteringen aan door een zusterhuis te laten bouwen. In 1924 nam zij ook zitting in het bestuur van de Hoornse afdeling van het Witte Kruis. De bouw van het zusterhuis begon in 1931 en een jaar later volgde een barak voor besmettelijke ziektes. In 1935 kwam er een operatiekamer en een röntgenapparaat van Philips.
In 1939 naturaliseerde Moereels zich tot Nederlander. Een reden hiervoor is niet bekend, anders dan dat zij bijna 40 jaar in Nederland woonde en werkzaam was. Toen haar ter ore kwam dat er een inval of inspectie door de Duitsers aan zou komen, verklaarde ze een hele barak tot quarantainegebied wegens roodvonk. In die barak kwamen dan alle onderduikers. Omdat de Duitsers geen controles hielden bij ernstig besmettelijke mensen, waren de onderduikers hier veilig.

## Tweede Wereldoorlog
Gedurende de bezetting van Nederland door nazi-Duitsland had Moereels de leiding over het Stadsziekenhuis. Als directrice liet zij Joodse vrouwen toe als verpleegsters, waardoor deze vrouwen niet afgevoerd konden worden. Op deze manier heeft zij zeker tien vrouwen het leven gered. Een van deze zusters beviel in 1943 van een zoon (ook afgebeeld op het herdenkingsmonument). Deze jongen werd na samenspraak met Aaf Dell naar een pleeggezin gebracht. Moereels bracht ook af en toe teilen met sperziebonen naar de dames Dell en Van Vliet aan het Grote Oost, zij lieten hun onderduikers de sperziebonen doppen.

## Na de oorlog
De burgemeester van Hoorn verleende Moereels op 11 juni 1945 eervol ontslag, welke in ging op 1 september dat jaar. Bij haar afscheid overhandigde burgemeester Leemhorst haar ook de erepenning van de stad Hoorn. Na haar aftreden verhuisde Moereels terug naar Alkmaar, waar zij tot haar overlijden in 1964 bleef wonen.
In 1971 kreeg Moereels postuum van Yad Vashem de oorkonde voor Rechtvaardige onder de Volkeren. Zij deelt deze erkenning met Aaf Dell en Dieuw van Vliet. Dell en Van Vliet kregen in 1996 een plaquette aan het Drechterlandsehuis waar zij achter in de conciërgewoning woonden. Moereels deelde niet in dit eerbetoon. Zij kreeg in 2020 een herdenkingsmonument in een binnentuin van het voormalige Westfriesgasthuis, de opvolger van het Stadsziekenhuis. Op 28 september 2020 werd in het Dijklander Ziekenhuis locatie Hoorn een herdenkingsmonument opgericht. Christiaan Heydenrijk heeft een glazen plaats van 1,85m hoog ontworpen met daarop zittend Odile Moereels. Om haar warme persoonlijkheid te tonen heeft hij haar afgebeeld met de peuter Loekie Themans op schoot. Moereels heeft Themans gedurende de oorlog ter wereld gebracht, zijn moeder was een Joodse verpleegkundige en zijn vader zat elders in de stad ondergedoken. Themans heeft de oorlog overleefd, zijn pleegvader echter niet.